# Edvardpriset
Kvällspostens Edvard-pris instiftades till minne av skådespelaren och underhållaren Edvard Persson. Priset består av en statyett skapad av den kände malmöskulptören Thure Thörn och tilldelas årets svenska nöjesunderhållare. Det har utdelats varje år sedan 1979 och röstas fram av Kvällspostens läsare och jury. Priset delas ut i början av varje år och kan bara vinnas en gång.
Edvardpriset delas traditionellt ut vid en överraskningsceremoni. Pristagarens omgivning engageras för att hålla eventet hemligt fram till utdelningen. 2016 års vinnare, Jill Johnson, fick ta emot priset i sin hemstad Ängelholm, inför hockeyderbyt mellan Rögle och Malmö Redhawks. 2017 års vinnare, Henrik Dorsin, tog emot priset på Oscarsteatern i Stockholm där han svarade ovationerna med att sjunga en visa av Edvard Persson.

## Vinnare av Edvardpriset
- 1979 – Nils Poppe
- 1980 – Lasse Åberg
- 1981 – Gösta Ekman
- 1982 – Bosse Parnevik
- 1983 – Hans Alfredson
- 1984 – Tommy Körberg
- 1985 – Jan Malmsjö
- 1986 – Lill Lindfors
- 1987 – Helt Apropå-gänget
- 1988 – Eva Rydberg
- 1989 – Lasse Brandeby
- 1990 – Galenskaparna och After Shave
- 1991 – Åke Cato och Sven Melander
- 1992 – Povel Ramel
- 1993 – Tomas von Brömssen
- 1994 – Robert Gustafsson
- 1995 – Björn Ulvaeus och Benny Andersson
- 1996 – Stellan Sundahl
- 1997 – Peter Harryson
- 1998 – Thomas Petersson
- 1999 – Fredrik Lindström
- 2000 – Lasse Berghagen
- 2001 – Tina Nordström
- 2002 – Suzanne Reuter
- 2003 – Anders Jansson och Johan Wester
- 2004 – Lena Philipsson
- 2005 – Robert Wells
- 2006 – Ingvar Oldsberg
- 2007 – Babben Larsson
- 2008 – Ola Salo
- 2009 – Claes Malmberg
- 2010 – Björn Skifs
- 2011 – Måns Zelmerlöw
- 2012 – Charlotte Perrelli
- 2013 – Jerry Williams
- 2014 – Sanna Nielsen
- 2015 – Hasse Andersson
- 2016 – Jill Johnson
- 2017 – Henrik Dorsin
- 2018 – Marianne Mörck
- 2019 – Siw Malmkvist
- 2020 – Tareq Taylor
- 2021 – Mikael Wiehe
- 2022 – Gizem Erdogan[1]